# Сказание о старом мореходе
«Сказа́ние о ста́ром морехо́де» (англ. The Rime of the Ancient Mariner) — поэма английского поэта Сэмюэла Колриджа, написанная в 1797 году и опубликованная в первом издании «Лирических баллад» (1798). Самая ранняя литературная обработка легенды о летучем голландце.

## Сюжет
«Поэма о старом моряке» повествует о сверхъестественных событиях, произошедших с моряком во время затяжного плавания. Он рассказывает об этом много позже случайному собеседнику, которого отвлёк от свадебной процессии.
После отплытия из порта корабль главного героя попал в шторм, увлёкший его далеко на Юг, в Антарктику. Появляется считающийся добрым предзнаменованием альбатрос и выводит корабль из льдов. Однако моряк убивает птицу из арбалета, сам не зная зачем. Товарищи бранят его за это, но когда туман, окутывавший корабль, развеивается, они изменяют своё мнение. Но вскоре корабль попадает в мёртвый штиль, и моряка обвиняют в том, что он навлёк на всех проклятье.

За днями дни, за днями дни

Мы ждём, корабль наш спит,

Как в нарисованной воде,

Рисованный стоит.

Вода, вода, одна вода.

Но чан лежит вверх дном;

Вода, вода, одна вода,

Мы ничего не пьём.

В знак его вины ему на шею повесили труп альбатроса. Штиль продолжается, команда мучится от жажды. В конце концов появляется корабль-призрак, на борту которого Смерть играет в кости с Жизнью-в-Смерти на души команды корабля. Смерть выигрывает всех, кроме главного героя, который достаётся Жизни-в-Смерти. Один за другим, все двести товарищей моряка умирают, и моряк мучится в течение семи дней, видя их глаза, полные вечного проклятья. Он утоляет жажду собственной кровью, которую сосёт из предплечья.
В конце концов, он видит в воде вокруг корабля морских змей, которых раньше называл не иначе, как «склизкими тварями», и прозрев, благословляет их всех и всё живое вообще. Проклятье исчезает, и в знак того альбатрос срывается с его шеи:

Я в этот миг молиться мог:

И с шеи, наконец,

Сорвавшись, канул Альбатрос

В пучину, как свинец.

С неба проливается дождь и утоляет жажду моряка, его корабль плывёт прямо домой, не повинуясь ветру, ведомый вселившимися в тела мёртвых ангелами. Привезя моряка домой, корабль исчезает вместе с командой в водовороте, но ничего ещё не закончено, и Жизнь-в-Смерти заставляет моряка скитаться по земле, рассказывая повсюду в назидание свою историю и её урок:

Тот молится, кто любит всё —

Создание и тварь;

Затем, что любящий их бог

Над этой тварью царь.

## Работа над поэмой
Баллада Кольриджа появилась в период, когда увлечение произведениями мрачного («готического») содержания достигло своего пика. В своих балладах Гёте, Вальтер Скотт, Роберт Бёрнс и другие авторы конца XVIII века часто обыгрывали столкновение человека с выходцами с того света («живыми трупами») и прочими явлениями, бросающими вызов рассудку и расхожим представлениям о мире.
Вордсворт утверждал, что первоначально Кольридж предложил написать вдвоём продолжение Гесснеровой «Смерти Авеля», повествующее об ужасной судьбе первого убийцы на Земле — Каина. Кольридж и Вордсворт должны были написать по одной главе («песне»), однако к тому времени, когда Кольридж закончил работу над своей частью поэмы, Вордсворт не написал ни одной строки. Предметом поэмы было решено сделать иное убийство — немотивированное умерщвление белоснежной птицы, напоминающей ангела (христологический образ). Как раз в это время Вордсворт читал описание путешествия капера Джорджа Шелвока к мысу Горн (1719 год), где рассказывалось о злоключениях команды (их пленили испанцы) после того, как помощник капитана по имени Саймон Хэтли убил альбатроса.
Поэма Кольриджа открывала собой «Лирические баллады» и была единственным его вкладом в сборник. Откликнувшись на жалобы первых рецензентов относительно архаичной орфографии и усложнённости языка, подчас затемняющего смысл поэмы, Кольридж пересмотрел текст для последующих изданий «Лирических баллад». Кроме того, в 1817 году он снабдил произведение пространными комментариями на полях (глоссами), призванными артикулировать его идейный смысл. Всего насчитывается 18 авторских версий поэмы, созданных на протяжении сорока лет.

## Значение

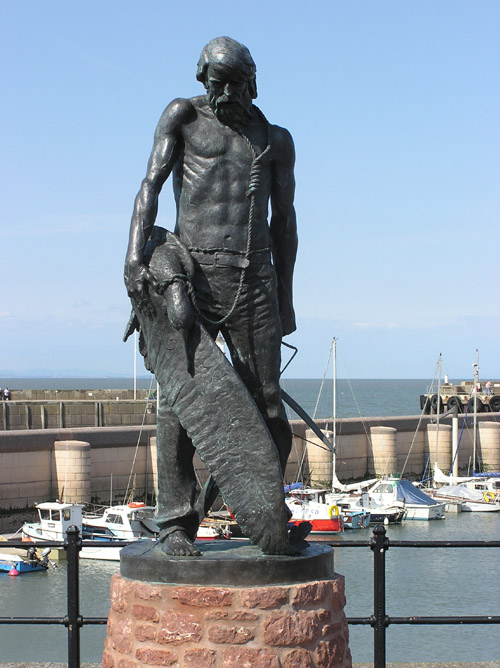
Памятник Старому моряку в Уотчете

«Поэма о старом моряке» считается отправной точкой развития английского романтизма. Она примечательна своим умышленно архаизированным языком и изобретательным использованием почти всех известных на начало XIX века поэтических приёмов, включая усложнённые аллитерации и даже какофонию (With throats unslaked, with black lips baked, Agape…). Примеры из «Старого моряка» часто приводят в англоязычных руководствах по просодии.
В викторианскую эпоху каждое новое издание поэмы сопровождалось иллюстрациями ведущих мастеров книжной графики того времени. Наибольшую известность получили гравюры Гюстава Доре.

## Переводы и адаптации
- На русский язык поэма была переведена Ф. Б. Миллером (1857), Н. Л. Пушкаревым (1878), А. А. Коринфским[4] (1893) и Н. С. Гумилёвым (1919)[5]. а также В. Левиком (1975). Наиболее популярными являются перевод Гумилёва (впрочем, весьма вольный) и Левика.
- Итальянский композитор Адриано Луальди написал симфоническую поэму по мотивам стихотворения (1910).
- В 1925 году по мотивам поэмы был поставлен художественный фильм «Старый мореход».
- По мотивам поэмы, с цитатами из неё, английская метал группа Iron Maiden написала в 1984 году 13-минутную композицию «Rime of the Ancient Mariner», которая вошла в альбом Powerslave. Песня полностью пересказывает сюжет поэмы и цитирует два фрагмента из неё в качестве куплетов.
- В 2012 году, по мотивам поэмы, английской группой The Tiger Lillies была создана 90 минутная музыкальная адаптация поэмы, выпущенная в виде альбома The Rime of the Ancient Mariner.
- На основе поэмы итальянской прог-рок группой Höstsonaten в 2012 году выпущен альбом «The Rime Of The Ancient Mariner, Chapter One». В 2013 году ими же выпущен концертный вариант этого альбома «Alive in Theatre — The Rime of the Ancient Mariner Chapter One».
- Композиция «Good Morning Captain» из альбома Spiderland американской построк-группы Slint посвящена сюжету поэмы.